# Partido Liberal Independiente (Nicaragua)
El Partido Liberal Independiente (PLI) es un partido político de centroderecha de Nicaragua fundado en 1944 por disidentes del oficialista Partido Liberal Nacionalista (PLN) de la familia Somoza: cuando Somoza "secuestró" el liberalismo en el PLN, intelectuales de sectores medios urbanos de clara orientación anti-somocista fundaron el PLI. Ha desempeñado un importante papel en la política nicaragüense en varios períodos de la historia contemporánea del país. En 2013 era miembro observador de la Internacional Liberal.

## Fundación del partido y el golpe de Estado de 1947
El 9 de marzo de 1944, (en plena Segunda Guerra Mundial), y en el marco de las protestas estudiantiles habidas en la Universidad Central de Managua contra el intento de reelección del presidente Anastasio Somoza García, un sector disidente del Partido Liberal Nacionalista (PLN) encabezado por Manuel Cordero Reyes, Roberto González Dubón, Carlos Morales, Gerónimo Ramírez Brown (exministro de Instrucción Pública de 1939-1944) y Carlos Pasos, fundó el Partido Liberal Independiente (PLI). El primer Presidente Nacional del PLI electo por la Primera Convención del PLI en 1946 fue el Dr. Jesús Berríos Delgadillo. Los Berrios todos en su mayoría fundadores del PLI también. En sus primeros años, el PLI consiguió la incorporación de diversos sectores sociales: obreros, estudiantes, comerciantes, amas de casa, campesinos, etc. En las elecciones del 5 de febrero de 1947 se alió con el Partido Conservador (PC) apoyando la candidatura presidencial de Enoc Aguado. Sin embargo, las elecciones fueron oficialmente ganadas por Leonardo Argüello Barreto, candidato apoyado por Somoza, entre fuertes acusaciones de fraude. Argüello tomó posesión de la presidencia el 1 de mayo de ese mismo año en la Tribuna Monumental de la explanada de Tiscapa, en Managua, donde, entre fuertes abucheos a Somoza, anunció: “No seré, tenedlo por seguro, un simple Presidente de turno arrastrado por el manso llevar de la corriente de la costumbre y la tradición”. En pocos días tomó una serie de medidas que contaron con el apoyo popular pero que provocaron la cólera del Jefe Director de la GN y de sus hijos Luis y Anastasio Somoza Debayle. El 26 de mayo fue derrocado por un golpe de Estado.
Ese mismo día tomó posesión de la presidencia Benjamín Lacayo Sacasa. El acto, realizado en el Palacio Nacional (actual Palacio de la Cultura), contó con la presencia de varios centenares de soldados enviados por Somoza García. En esa misma sesión, los miembros del Congreso Nacional declararon a Argüello incompetente para ejercer la presidencia por “problemas mentales”, a propuesta del diputado por Estelí, Adolfo Urrutia. Lacayo tuvo que renunciar, a su vez, el 15 de agosto del mismo año, y le sustituyó Víctor Manuel Román y Reyes, acompañado en la Vicepresidencia por Mariano Argüello Vargas. Román y Reyes, familiar de Somoza García, falleció el 6 de mayo de 1950 en Filadelfia, Pensilvania, Estados Unidos. Ese mismo día, el Congreso Nacional designó a Somoza García para concluir el período presidencial. Al año siguiente, el presidente fue elegido para un nuevo mandato.Durante el periodo de junio de 1950 a junio de 1952 se encontró a la cabeza del partido el Dr Francisco Ibarra Mayorga hermano de Salomón Ibarra Mayorga autor del Himno Nacional de Nicaragua.

## El atentado contra Somoza García
El 21 de septiembre de 1956, la convención del Partido Liberal Nacionalista reunida en la ciudad de León proclamó formalmente a Anastasio Somoza García como candidato presidencial para su reelección. Esa misma noche, en la Casa del Obrero durante una fiesta, el poeta Rigoberto López Pérez (militante del PLI) le disparó 5 balas de un revólver Smith and Wesson calibre 38 mm. Somoza fue alcanzado por 4 proyectiles y López Pérez fue muerto allí mismo. Somoza fue trasladado al Hospital San Vicente de León y, desde allí,  un helicóptero le transportó al Hospital General de Managua. Nuevamente fue transferido al Hospital Gorgas de la Zona del Canal de Panamá, Panamá, donde finalmente falleció la madrugada del 29 de septiembre. Sus hijos le sucedieron en sus cargos; Luis Somoza Debayle en la presidencia y Anastasio en la jefatura de la Guardia Nacional. La represión no se hizo esperar y esa misma noche varios militantes del PLI fueron arrestados, al igual que varios conservadores y socialistas. En aquella época, el Partido Liberal Independiente era la tercera fuerza política del país.

## La UNO y la Masacre de la Avenida Roosevelt
En 1966, Fernando Agüero Rocha y Pedro Joaquín Chamorro Cardenal (director del diario La Prensa) fundan la Unión Nacional Opositora (UNO). La coalición aglutinaba a los cinco partidos de la oposición al somocismo: Partido Conservador, Partido Liberal Independiente, Partido Social Cristiano (PSC), Partido Socialista Nicaragüense (PSN), y Partido Comunista de Nicaragua (PC de N). Las elecciones se celebrarían el 5 de febrero de 1967 y la UNO quería vencer al oficialista PLN y a su candidato presidencial, el general Anastasio Somoza Debayle.
El domingo 22 de enero de ese mismo año se reunió una gran multitud de personas simpatizantes de la UNO en la Plaza de la República de Managua, frente al Palacio Nacional, la Catedral Metropolitana, el Club Social Managua y el Parque Central. Cerca de las 17:00 horas la manifestación salió de la plaza por la Avenida Roosevelt hacia la Casa Presidencial de la Loma de Tiscapa para protestar contra el presidente Lorenzo Guerrero Gutiérrez y el general Anastasio Somoza. En la esquina del edificio del Banco Nacional de Nicaragua (actual sede de la Asamblea Nacional de Nicaragua) la protesta fue detenida por efectivos de la Guardia Nacional armados con fusiles semiautomáticos M1 Garand de calibre 7,62 x 63 mm. La multitud se sentó allí mientras Fernando Agüero Rocha, Pedro Joaquín Chamorro Cardenal, Manolo Morales Peralta y otros líderes se sentaron en la acera del Edificio Carlos, frente al costado este del Almacén Carlos Cardenal, 5 cuadras al norte de la cabeza de la manifestación. Cerca de las 18:00 horas el teniente de la Fuerza Aérea Sixto Pineda Castellón estaba subido encima de un camión cisterna con cuyos chorros de agua tenía órdenes de dispersar la manifestación opositora. En ese momento, desde uno de los árboles de la acera del Banco Nacional, una persona no identificada disparó con un fusil calibre 22 mm dando muerte al teniente de forma inmediata. Los soldados de la Guardia Nacional abrieron fuego contra la multitud, primero desde la mencionada avenida y después parapetándose detrás del edificio del Banco Central de Nicaragua, hiriendo y matando a muchos manifestantes. El número exacto de muertos no ha sido nunca determinado, aunque se calcula que hubo entre 1000 y 1500 víctimas.
La muchedumbre se dispersó. Los dirigentes de la UNO y otros manifestantes corrieron a refugiarse hacia el Gran Hotel (hoy Centro Cultural Managua). Un tanque Sherman, mandado por el General Iván Allegret, cañoneó la fachada del hotel y abrió enormes boquetes en sus paredes. La mediación de la Embajada de los Estados Unidos evitó la entrada de los miembros de la Guardia en el hotel. Al día siguiente, los refugiados salieron del edificio. Agüero quedó libre, pero Chamorro y otros dirigentes fueron detenidos y encarcelados. Agüero fue derrotado en las elecciones por Anastasio Somoza Debayle y el PLN, por lo que aquel asumió el poder el 1 de mayo de ese mismo año, poco después de la muerte de su hermano Luis, acaecida el 13 de abril. La Prensa sufrió un saqueo por parte de la Guardia Nacional el mismo 22 de enero y no pudo volver a ser publicado hasta el 3 de febrero. El periódico denunció que las pérdidas en materiales y dinero ascendieron a 100.000 córdobas. Las 31 personas encarceladas fueron liberadas por una amnistía del Congreso Nacional del 4 de marzo. La UNO desapareció como tal ese mismo año 1967 y no resurgiría hasta 1989, esta vez para que la viuda de Chamorro, Violeta Barrios, derrotara al presidente Daniel Ortega Saavedra en las elecciones del 25 de febrero de 1990. Al año siguiente, 1968, Ramiro Sacasa Guerrero (Ministro del Trabajo en el gobierno de Somoza García) se separó del PLN y fundó el Movimiento Liberal Constitucionalista (MLC).

## Las elecciones de 1984
Durante la Revolución Sandinista de 1978 y 1979, el Partido Liberal Independiente apoyó a la guerrilla del Frente Sandinista de Liberación Nacional (FSLN) en el derrocamiento de la dictadura somocista. El 4 de noviembre de 1984 se efectuaron las primeras elecciones después del somocismo. El FSLN ganó con el 62.89% de los votos (735,967), el Partido Conservador Demócrata (PCD) quedó en segundo lugar con el 13.18% (154,327), y el PLI obtuvo el tercer lugar con 9.02% del electorado (105,560). La decisión de participar en las elecciones ocasionó ese mismo año una escisión impulsada por quienes se oponían a participar en un proceso electoral que fue controvertido. La división dio lugar a la formación del Partido Liberal Independiente de Unidad Nacional (PLIUN). Tras un tiempo de colaboración con el FSLN, el PLI acabó oponiéndose al gobierno debido a lo que consideraba inclinación de los sandinistas hacia el comunismo.

## Las elecciones de 1990
En 1989 se formó una nueva Unión Nacional Opositora (UNO), esta vez para enfrentarse en las elecciones de 1990 al Presidente Daniel Ortega Saavedra, quien buscaba su reelección. El Partido Liberal Independiente se unió a la nueva coalición de catorce partidos de muy diversas ideologías: Partido Liberal Constitucionalista (PLC), Partido Neoliberal (PALI), Alianza Popular Conservadora (APC), Acción Nacional Conservadora (ANC), Partido Nacional Conservador (PNC), Movimiento Democrático Nicaragüense (MDN), Partido Integracionista de América Central (PIAC), Partido de Acción Nacional (PAN), Partido Democrático de Confianza Nacional (PDC), Partido Popular Social Cristiano (PPSC), Partido Social Demócrata (PSD), Partido Socialista Nicaragüense (PSN) y Partido Comunista de Nicaragua (PC de N). 
El líder del PLI, Virgilio Godoy Reyes, fue candidato a la Vicepresidencia, secundando en la candidatura a Violeta Barrios, viuda de Pedro Joaquín Chamorro Cardenal y candidata a la Presidencia. Después de una dura campaña electoral en la que hubo algunos incidentes entre los simpatizantes de la UNO y del FSLN, el 25 de febrero de 1990 se efectuaron las elecciones. Las encuestas predecían una clara victoria del FSLN. Sin embargo, en la madrugada del día siguiente, el Consejo Supremo Electoral anunció que la Unión Nacional Opositora había ganado con el 54% de los votos (777,522) contra el 40% del FSLN (579,886). El presidente Ortega reconoció públicamente su derrota al felicitar a Barrios de Chamorro. La toma de posesión de esta se verificó 2 meses después, el 25 de abril, en el entonces Estadio Rigoberto López Pérez.

## División de la UNO
En 1993 la UNO se dividió cuando tres de sus partidos, APC, ANC y PNC anunciaron que formarían el Partido Conservador Nacionalista (PCN) para las elecciones del 20 de octubre de 1996. Estas fueron ganadas por la Alianza Liberal (AL) de Arnoldo Alemán, antiguo alcalde de Managua entre 1990 y 1995 y más tarde Presidente de Nicaragua entre 1997 y 2002. En 1994, Alfredo César Aguirre, antiguo Presidente de la Asamblea Nacional, fundó el Partido Nacional Demócrata (PND) y en 1996 fundó la Alianza UNO-96 integrada por el PND, el Movimiento de Acción Conservadora (MAC) y el Movimiento Democrático Nicaragüense (MDN). El Partido Liberal Independiente perdió las elecciones de 1996.
El PLI participó en las elecciones del 4 de noviembre de 2001, coligado con el Partido Liberal Constitucionalista (PLC), cuyo candidato, Enrique Bolaños Geyer, fue elegido Presidente. En 2006, Ortega volvió al poder en unas nuevas elecciones gracias a la división del voto derechista entre PLC y la Alianza Liberal, además de la presencia del Movimiento Renovador Sandinista (MRS). En las elecciones municipales del 9 de noviembre de 2009, el PLI formó parte de la Alianza PLC junto con el PLIUN.
En las elecciones presidenciales de 2011 se presentó en la coalición Alianza PLI-UNE junto al MVE, MRS, PAC, PAMUC, conservadores disidentes, Sociedad Civil y organizaciones independientes. El candidato a la presidencia fue el periodista y escritor radial Fabio Gadea Mantilla.

## Elecciones de 2011
Tras el fracaso de las elecciones de 1996, en las que solo obtuvo un 0.32%, el PLI volvió a competir en las elecciones de 2011 con una candidatura formada por Fabio Gadea Mantilla y Edmundo Jarquín y bajo la denominación de Unidad Nacional por la Esperanza (UNE). Aunque la candidatura fue derrotada por la del presidente Ortega y el FSLN, obtuvo un porcentaje de voto del 31,00%, quedando en segundo lugar y desbancando a sus rivales del Partido Liberal Constitucionalista.